# Justine Niogret
Pour les articles homonymes, voir Niogret.
Œuvres principales
- Chien du heaume

Justine Niogret, née en 1979, est une écrivaine française, notamment de fantasy, science-fiction et roman noir ainsi qu'une traductrice. Elle a remporté plusieurs prix littéraires, dont un Grand prix de l'Imaginaire en 2010 pour son roman de fantasy Chien du heaume.

## Biographie
Justine Niogret est, selon les sources consultées, née en 1978, 1979,ou dans les années 1980,. Elle a vécu un temps près de la forêt de Brocéliande.
En 2009, elle publie son premier roman, Chien du heaume, roman de fantasy qui rencontre un succès public et critique. Niogret dit avoir toujours été fascinée par le Moyen Âge, davantage par les Celtes et les Scandinaves que par le Moyen âge français. Son deuxième roman, Mordre le bouclier, forme la suite du premier. 
Pour son troisième roman, Gueule de truie, Niogret se tourne vers un genre et un style différents, de peur de s'enfermer dans le Moyen âge ou d'être « cataloguée » : elle élabore donc un univers de science-fiction post-apocalyptique où les gens ont des difficultés à s'exprimer et elle se force à élaborer un style « complètement différent ».
Mordred, paru en 2013, aborde la légende arthurienne en s'intéressant au personnage de Mordred, fils incestueux et parricide du roi Arthur, dans un style volontairement sobre.

## À propos de son œuvre
Dans un entretien en 2013, Justine Niogret indique qu'elle écrit beaucoup en premier jet, se relit le lendemain et ne revient plus sur son texte ensuite, sauf pour les corrections finales. Elle nourrit un certain trac a posteriori qui la conduit à éviter de relire ses livres. Elle indique aussi avoir travaillé de plus en plus vite au fil des livres, car « on apprend son métier, on évite les écueils, on travaille mieux ». Cependant, elle estime que certains de ses livres lui ont demandé un long temps de maturation avant le début de l'écriture proprement dite, comme Mordred. Elle a beaucoup de mal à lire de la fiction pendant l'écriture d'un roman. Parmi les livres qui lui ont plu, elle cite le recueil de nouvelles Mémoires d'un chasseur de Tourgueniev, pour son évocation de la Russie en 1850 et la proximité du personnage avec la terre.

## Œuvres

### SérieChien du heaume
1. Chien du heaume, Mnémos, coll. « Icares », 2009  (ISBN 978-2952469340)Illustration de Johann Bodin. Réédition, J'ai lu, 2011 (ISBN 978-2290029800)[8]
2. Mordre le bouclier, Mnémos, coll. « Icares », 2011  (ISBN 978-2354081171)Illustration de Johann Bodin. Réédition, J'ai lu, 2013 (ISBN 978-2290059043)[9]

IntégraleChien du heaume suivi de Mordre le bouclier, Mnémos, 2014  (ISBN 978-2354081713)

### Romans indépendants
- Gueule de truie, éditions Critic, 2013  (ISBN 979-10-90648-04-3)Illustration de Ronan Toulhoat
- Mordred, Mnémos, coll. « Dédales », 2013  (ISBN 978-2-35408-159-1)
- Cœurs de Rouille, Le Pré aux Clercs, 2013  (ISBN 978-2-84228-507-4)
- La Viande des chiens le sang des loups, Fleuve noir, 2016  (ISBN 978-2-265-11446-3)Sous le nom de Misha Halden.
- Le Syndrome du varan, Éditions du Seuil, 2018  (ISBN 978-2-02-139561-7)
- Bayuk, 404 éditions, 2022  (ISBN 979-10-32405-65-9)
- Quand on eut mangé le dernier chien, Au diable vauvert, 2023  (ISBN 979-10-307-0606-2)

### Nouvelles
- Un chant d’été dans l’anthologie Les Fées, chez l’Oxymore, octobre 2004  (ISBN 978-2913939486)
- Je suis un soir d'été dans l'anthologie Ténèbres de 2007
- Et toujours, le bruit de l'orage..., recueil de nouvelles, Éditions du Calepin Jaune, juin 2008  (ISBN 978-2952896696)
- Échanson, je boirai même ta colère dans l'anthologie Conquêtes & Explorations Infernales, éditions Parchemins & Traverses, novembre 2008  (ISBN 978-2952469340)
- L’argent terni de mon gobelet, parue dans le n°57 du magazine Elegy, 2009
- T’humilierai dans l'anthologie Magiciennes et Sorciers, éditions Mnémos, avril 2010  (ISBN 978-2354080792)
- Vers le pays rouge, recueil de nouvelles, Rivière blanche, novembre 2018  (ISBN 978-1-61227-819-3)

### Traductions
- La Guilde des magiciens, 2007 (The Magician’s Guild 2001) par Trudi Canavan
- Coda, 2014 (Coda, 2013) par Emma Trevayne
- Mila 2.0, 2014 (Mila 2.0, 2014) par Debra Driza
- Krieg, 2022 (Krieg, 2022) par Steve Lyons

## Récompenses
- Chien du heaume :
  - Prix Imaginales en 2010, catégorie meilleur roman francophone
  - Grand prix de l'Imaginaire en 2010, catégorie roman francophone (lors du festival Étonnants voyageurs)
  - Prix Oriande en 2010 (lors du festival Printemps des Légendes)

- Mordre le bouclier :
  - Prix européen Utopiales des pays de la Loire en 2012, catégorie roman
  - Prix Elbakin.net en 2012, catégorie roman français

## Entretiens
- Bookmakers, avec Richard Gaitet sur Arte Radio